# ناتسوهیکو واتانابه
ناتسوهیکو واتانابه (انگلیسی: Natsuhiko Watanabe؛ زادهٔ ۲۶ ژوئن ۱۹۹۵) بازیکن فوتبال اهل ژاپن است.
از باشگاه‌هایی که در آن بازی کرده‌است می‌توان به باشگاه فوتبال وی‌اف‌آر آلن اشاره کرد.